# Битка код Плочника
Битка код Плочника је вођена 1386. године у долини Топлице код истоименог села недалеко од Прокупља, између српских снага предвођених кнезом Лазаром (1371—1389) и Османлија предвођених султаном Муратом I (1362—1389). Постоји мало података о бици, али се сигурно зна да је српска војска убедљиво победила Османлије, које су се након тога привремено повукле из Србије.

## Позадина
Османлије су након победе над браћом Мрњавчевић у Маричкој бици, 26. септембра 1371. године наставили продирање на Балкан. У периоду од 1382. до 1385. године опседали су Софијусве до пада овог бугарског града. Освојивши Софију, Турци су имали отворен пут према Лазаревој Србији. Први на удару османлијске војске били су Пирот и Ниш, 1386. године. Пирот је пао под првим налетом Турака, након чега кнез Лазар шаље одред предвођен Стефаном Мусићем који је вратио управу над градом. Међутим, то је кратко трајало јер је ојачана османлијска војска спалила град и поново га освојила. Убрзо затим, након 25 дана борбе пао је и Ниш, што је био увод у продирање Османлија према Топлици.

## Битка
Подаци о самој бици су веома оскудни, али је извесно да су Срби однели победу (користећи се оклопницима и стрелцима на коњима) и привремено зауставили продор Османлија. Према једној причи, Мурат је послао кнезу Лазару захтев да пропусти његову војску, али како је кнез то одбио, окупио је војску од око 20.000 коњаника и кренуо ка Србији. Одред је ишао долином Топлице према Крушевцу (тадашњој престоници Србије). Предвидевши султанов план, кнез Лазар је, према наводима хроничара, унајмио дрвосече да посеку стабла у долини реке код данашњег села Белољин, што је Муратову војску приморало да промени правац кретања. Османлије су упале у заседу код места Плочник, где их је српска војска убедљиво победила и приморала на повлачење.

## Последице
Османлијска војска повукла се пред налетом српске војске и напустила Србију, при чему је задржала само утврђење у Нишу. Након две године консолидације и мира, започели су нови поход, при ком су продрли чак до Билеће у тадашњој Босни. Битка код Билеће, 1388. године, довела је до убедљивог пораза Османлија, који су поново приморани на повлачење. Порази Османлија код Плочника и Билеће били су увод у један од најважнијих сукоба између Турака и Срба — Бој на Косову, 1389. године.